# Piszczac (gemeente)
De gemeente Piszczac is een landgemeente in het Poolse woiwodschap Lublin, in powiat Bialski.
De zetel van de gemeente is in Piszczac.
Op 30 juni 2004 telde de gemeente 7612 inwoners.

## Oppervlakte gegevens
In 2002 bedroeg de totale oppervlakte van gemeente Piszczac 169,92 km², waarvan:
- agrarisch gebied: 68%
- bossen: 24%

De gemeente beslaat 6,17% van de totale oppervlakte van de powiat.

## Demografie
Stand op 30 juni 2004:
| Omschrijving                   | Totaal | Totaal | Vrouwen | Vrouwen | Mannen | Mannen |
| ------------------------------ | ------ | ------ | ------- | ------- | ------ | ------ |
| eenheid                        | aantal | %      | aantal  | %       | aantal | %      |
| inwoners                       | 7612   | 100    | 3842    | 50,5    | 3770   | 49,5   |
| bevolkingsdichtheid (inw./km²) | 44,8   | 44,8   | 22,6    | 22,6    | 22,2   | 22,2   |

In 2002 bedroeg het gemiddelde inkomen per inwoner 1304,52 zł.

## Administratieve plaatsen (sołectwo)
Chotyłów, Dąbrowica Mała, Dobrynka, Janówka, Kolonia Piszczac I, Kolonia Piszczac II, Kolonia Piszczac III, Kościeniewicze, Nowy Dwór, Ortel Królewski Drugi, Ortel Królewski Pierwszy, Piszczac, Piszczac-Kolonia, Połoski, Popiel, Trojanów, Wólka Kościeniewicka, Wyczółki, Zahorów, Zalutyń.

## Aangrenzende gemeenten
Biała Podlaska, Kodeń, Łomazy, Terespol, Tuczna, Zalesie